# Mimudea fumipennis
Mimudea fumipennis là một loài bướm đêm trong họ Crambidae.